# Neriene obtusoides
Neriene obtusoides är en spindelart som beskrevs av Robert Bosmans och Rudy Jocqué 1983. Neriene obtusoides ingår i släktet Neriene och familjen täckvävarspindlar.
Artens utbredningsområde är Kamerun. Inga underarter finns listade i Catalogue of Life.